# Nizjyn
Nizjyn (ukrainsk: Ні́жин, tr. Nízjyn, ukrainsk udtale: [ˈn⁽ʲ⁾iʒɪn]; russisk: Не́жин, tr. Nézjin; polsk: Nieżyn) er en by i det nordlige Ukraine. Byen havde i 2021 en befolkning på omkring 66.983 mennesker.
Nizjyn er beliggende i Tjernihiv oblast langs Osterfloden. Byen ligger 116 km nordøst for den nationale hovedstad Kyiv. Nizjyn fungerer som administrativt centrum i Nizjyn rajon. Den er sæde for administrationen af Nizjyn hromada, som er en af Ukraines hromadaer og var engang en større by i Tjernyhov guvernementet.

## Historie
De tidligste kendte henvisninger til stedet går tilbage til 1147, hvor det kortvarigt blev nævnt som Unenezh.
I den polsk-litauiske realunions tid fik Nizhyn Magdeburgrettigheder (1625) som en selvstyrende by. I 1663 var Nizhyn stedet for Det sorte råd af Zaporogkosakker, som valgte Ivan Brjukhovetskyj som ny leder, og dermed delte Ukraine (Kosak Hetmanat) i Venstrebreds- og Højrebreds-Ukraine. Det var også hjemsted for et større kosak-regiment (indtil 1782).
Nizjyn var engang et vigtigt center for Chasidisk jødedom og er stedet for Ohel (grav) for den Hasidiske mester, rabbiner Dovber Schneuri af Chabad-Lubavitch. Byen husede også et græsk samfund, som nød en række privilegier, der blev tildelt af Bogdan Khmelnytskij.

## Galleri
- Allehelgenskirken
- Sankt Nicholas Katedral
- Pokrovakirken
- Epiphanisk kirke
- Sankt Basil kirke
- Nizjyn jernbanestation
- Bankbygning
- Nizjyn handelsgade
- Tidligere jødisk hotel
- Nikolaj Gogol monument
- Gammelt apotek i Nizjyn
- Monument for Nizjyn-agurken